# Nangavaram
Nangavaram là một thị xã panchayat của quận Kapur thuộc bang Tamil Nadu, Ấn Độ.

## Nhân khẩu
Theo điều tra dân số năm 2001 của Ấn Độ, Nangavaram có dân số 16.428 người. Phái nam chiếm 49% tổng số dân và phái nữ chiếm 51%. Nangavaram có tỷ lệ 60% biết đọc biết viết, cao hơn tỷ lệ trung bình toàn quốc là 59,5%: tỷ lệ cho phái nam là 71%, và tỷ lệ cho phái nữ là 50%. Tại Nangavaram, 12% dân số nhỏ hơn 6 tuổi.